# 英英 (元朝)
英英，元朝女性人物，姓氏、生卒年不详，生活在元顺帝时期。
元顺帝封她为才人，为英英在琼华岛修建采芳馆，设有唐人漫花之席，重楼金线之衾，浮向细鳞之帐，六角雕羽之屏。当时淑妃龍瑞嬌、程一寧、戈小娥、丽嫔张阿玄、支祁氏，才人凝香兒、英英，被顺帝宠爱。在皇后之下，宫中称为七贵。